# Kanton Camilo Ponce Enríquez
Der Kanton Camilo Ponce Enríquez befindet sich in der Provinz Azuay im Süden von Ecuador. Er besitzt eine Fläche von 639,53 km². Im Jahr 2010 lag die Einwohnerzahl bei ungefähr 22.000. Verwaltungssitz des Kantons ist die Kleinstadt Camilo Ponce Enríquez mit 4903 Einwohnern (Stand 2010). Der Kanton Camilo Ponce Enríquez wurde im Jahr 2002 eingerichtet. Namengebend für den Kanton war Camilo Ponce Enríquez (1912–1976), von 1956 bis 1960 Staatspräsident Ecuadors.

## Lage
Der Kanton Camilo Ponce Enríquez befindet sich im Westen der Provinz Azuay. Das Gebiet liegt an der Westflanke der Anden und reicht im Westen bis in die Küstenebene. Der Río Jubones fließt entlang der südlichen Kantonsgrenze nach Westen. Die Fernstraße E25 von El Guabo nach Naranjal führt am Hauptort des Kantons vorbei.
Der Kanton Camilo Ponce Enríquez grenzt im Süden an die Provinz El Oro, im Westen an die Provinz Guayas, im Norden und Nordosten an den Kanton Cuenca sowie im Osten und im Südosten an die Kantone Santa Isabel und Pucará.

## Verwaltungsgliederung
Der Kanton Camilo Ponce Enríquez ist in die Parroquia urbana („städtisches Kirchspiel“)
- Camilo Ponce Enríquez

und in die Parroquia rural („ländliches Kirchspiel“)
- El Carmen de Pijilí

gegliedert.